# Karl Ludwig Schmidt
Karl Ludwig Schmidt (5 de febrer de 1891, Frankfurt del Main - 10 de gener de 1956, Basilea, Suïssa) fou un teòleg alemany.
Va voler demostrar que els quatre Evangelis estaven construïts a partir de petits fragments literaris, provinents de diverses tradicions, orals o escrites, que eren ajuntats pels evangelistes en un itinerari geogràfic i cronològic per donar-los continuïtat.
Això volia demostrar que cap dels evangelistes no podia ser emprat com a font històric per reconstruir les passes de Jesús. Això contribuí, juntament amb les aportacions de Wilhelm Wrede, a bloquejar l'intent de l'Escola Liberal de reconstruir la vida de Jesús.

## Obres
- Die Pfingsterzählung und das Pfingstereignis. Leipzig: J. C. Hinrichs, 1919.
- Die Stellung der Evangelien in der allgemeinen Literaturgeschichte. In: Eucharistērion. Festschrift für Hermann Gunkel. Göttingen: Vandenhoeck & Ruprecht 1923, p. 51–134 (inglés: The place of the Gospels in the general history of literature. Tradujo Byron R. McCane. Columbia, SC: Univ. of South Carolina Press 2002).
- Die Stellung des Apostels Paulus im Urchristentum. Giessen : A. Töpelmann 1924 (Vorträge der theologischen Konferenz zu Giessen 39).
- Die Kirche des Urchristentums : eine lexikographische und biblisch-theologische Studie. Tübingen: J.C.B. Mohr (Paul Siebeck), 1932.
- Kirche, Staat, Volk, Judentum. Zwiegespräch [mit Martin Buber] im jüdischen Lehrhaus in Stuttgart am 14. Januar 1933. In: Theologische Blätter 12, 1933, p. 257–274.
- Jesus Christus im Zeugnis der Heiligen Schrift und der Kirche. Eine Vortragsreihe. München: Kaiser 1936 (Beiheft zur Evangelischen Theologie 2).
- Le problème du christianisme primitif. Quatre conférences sur la forme et la pensée du Nouveau testament. Paris: Librairie Ernest Leroux, 1938.
- Ekklesia. In: Theologisches Wörterbuch zum NT, Bd. III, 1938, S. 502–539 (Englisch: The church. London: Adam and Charles Black, 1950; 2ª ed. 1957; Französisch: Eglise; trad. de Hélène Alexandre. Genève: Labor et fides, 1967).
- Die Polis in Kirche und Welt : eine lexikographische und exegetische Studie. Rektoratsprogramm der Universität Basel für das Jahr 1939. Basel: F. Reinhardt, 1939.
- Ein Gang durch den Galaterbrief : Leben, Lehre, Leitung in der Heiligen Schrift. Zollikon-Zürich: Evangelischer Verlag, 1942.
- Die Judenfrage im Lichte der Kapitel 9–11 des Römerbriefes. Zollikon-Zürich: Evangelischer Verlag, 1943 (Theologische Studien 13).
- Kanonische und apokryphe Evangelien und Apostelgeschichten. Basel: H. Majer, 1944.
- Aus der Johannes Apokalypse dem letzten Buch der Bibel. Basel: Heinrich Majer, cop. 1944.
- Das Pneuma Hagion als Person und als Charisma. Zürich: Rhein-Verl, 1946.
- Wesen und Aufgabe der Kirche in der Welt; Verhandlungen des Schweizerischen reformierten Pfarrvereins vom 23.–25. September 1946 in Romanshorn (85. Tagung). Zürich: Zwingli-Verlag, 1947.
- Die Natur- und Geistkräfte im paulinischen Erkennen und Glauben. Zürich: Rhein-Verl, 1947.
- Basileia. London: Adam and Charles Black, 1957.
- Neues Testament, Judentum, Kirche. Kleine Schriften, eds. München 1981 (Theologische Bücherei 69).
- Der Rahmen der Geschichte Jesu. Literarkritische Untersuchungen zur ältesten Jesus-Überlieferung (Berlín, 1919). Traduïda per: Aguirre R, Rodríguez A. (eds.) La investigación de los evangelios sinópticos y hechos de los apóstoles en el siglo XX (Estella, 1996)